# Jaroslav Taudy
Jaroslav Taudy (30. července 1909, Soběslav – 26. ledna 1999, Soběslav) byl český vojenský a zkušební pilot.

## Životopis

### Mládí
Narodil se 30. července 1909 v Soběslavi. Otec Karel byl pokrývačem a matka Ludmila se v domácnosti starala o čtyři děti. Vyučil se malířem skla a porcelánu. Dne 1. října 1928 nastoupil do leteckého učiliště v Prostějově, kde absolvoval školu pilotů oddílu leteckého dorostu. Počátkem května 1934 nastoupil do Výzkumného technického leteckého ústavu (VTLÚ) v Praze-Letňanech. 

### Válečné období
Kvůli hitlerovcům se v roce 1939 rozhodl k odchodu z protektorátu do zahraničního odboje v Polsku v Krakově. Přidal se do vojenské skupiny pod velením pplk. Ludvíka Svobody a dal se k Polské armádě. Na začátku války byl uvězněn a vyslýchán Sovětskou armádou. Propuštěn byl 9. ledna 1940. Následně byl zařazen do skupiny letců poslaných do Moskvy. Poté lodí doplul až do Liverpoolu, kde se stal zkušebním pilotem a posléze leteckým instruktorem. Dne 28. října 1941 byl povýšen do československé hodnosti štábního rotmistra a od zimy 1941 působil jako instruktor vícemotorových letounů. Od počátku roku 1943 přeškoloval skupinu sovětských pilotů na britské dvoumotorové Albemarle. Dne 28. října 1943 byl povýšen na poručíka letectva. Za své služby v řadách RAF obdržel 9. května 1944 britské vyznamenání Letecký kříž (AFC). Po skončení války byl 1. června 1945 povýšen do hodnosti nadporučíka.

### Návrat domů
Do Československa se vrátil 16. srpna 1945 a následně se i oženil. Opět vstoupil do služeb VTLÚ v Praze-Letňanech, kde se stal vedoucím přejímací komise československého letectva. O tři roky později byl povýšen do hodnosti majora.

### Konec vojenské kariéry
V roce 1950 byl propuštěn z armády a sledován STB. S manželkou Marií se odstěhoval do Hradce Králové, kde pracoval jako prodavač. Až v roce 1989 se vrátili do Soběslavi, o dva roky později byl plně rehabilitován a povýšen do hodnosti plukovníka letectva.
Zemřel 26. ledna roku 1999 v rodné Soběslavi ve věku 89 let.

## Ocenění
- Kříž za chrabrost
- Pamětní medaile československé armády v zahraničí
- Letecký kříž
- Medaile Za zásluhy I a II stupeň
- Československá medaile Za chrabrost před nepřítelem
- Československý válečný kříž 1939
- Evropská hvězda leteckých osádek
- Hvězda za Francii a Německo
- Britská medaile Za obranu
- Válečná medaile 1939–1945
- Medaile za vítězství nad Německem ve Velké vlastenecké válce 1941–1945

zdroj:

## Památka
Dne 7. května 2024 mu byla v rodné Soběslavi odhalena památní deska na místním městském úřadě.